# Lantejuela
Lantejuela é um município da Espanha na província de Sevilha, comunidade autónoma da Andaluzia, de área 18 km² com população de 3800 habitantes (2007) e densidade populacional de 210,59 hab/km². Até 2014 chamava-se "La Lantejuela".

## Demografia
| Variação demográfica do município entre 1991 e 2004 | Variação demográfica do município entre 1991 e 2004 | Variação demográfica do município entre 1991 e 2004 | Variação demográfica do município entre 1991 e 2004 |
| --------------------------------------------------- | --------------------------------------------------- | --------------------------------------------------- | --------------------------------------------------- |
| 1991                                                | 1996                                                | 2001                                                | 2004                                                |
| 3254                                                | 3356                                                | 3585                                                | 3740                                                |